# Мате Залка
Ма́те За́лка (венг. Zalka Máté; настоящее имя Бела Франкль (венг. Frankl Béla); в СССР Матвей Михайлович Залка; 23 апреля 1896, Матольч, Австро-Венгрия — 11 июня 1937, под Уэской, Испания) — венгерский писатель и революционер, активный участник гражданской войны в России 1918—1921 и Гражданской войны в Испании 1936—1939 годов. Кавалер ордена Красного Знамени и республиканского ордена Освобождения Испании (посмертно).

## Биография
Мате Залка родился под именем Бела Франкль в еврейской семье (его отец был трактирщиком-корчмарём). Окончил начальную школу в городе Матесалька Окончив коммерческое училище в Сатмаре, с началом Первой мировой войны поступил на правах вольноопределяющегося в австро-венгерские вооружённые силы, в чине младшего офицера воевал на Итальянском фронте, затем переброшен на Восточный фронт. Ранен и пленён русскими войсками под Луцком в 1916 году.
В плену находился в Хабаровске. Как и множество других австро-венгерских военнопленных (Бела Кун, Ярослав Гашек), воодушевлённый революцией (переворотом) 1917 года в России, проникся социалистическими идеями и присоединился к коммунистическому движению (в запрещённую Венгерскую коммунистическую партию вступил заочно в 1920 году). Сражался на Гражданской войне в России в Сибири, воевал в составе интернационального красного отряда, участвовал в крестьянских восстаниях в тылу Колчака, с 1919 года боец 18-тысячной Сибирской партизанской армии под командованием Александра Диомидовича Кравченко и Петра Ефимовича Щетинкина.
После соединения партизан с основными силами Восточного фронта Красной Армии в 1920 году вступил в РККА и находился на командных должностях. В 1921—1923 годах в составе войск ВЧК принял участие в боях против отрядов Нестора Махно и в подавлении восстаний на Украине. В 1923 году уволен в запас.
На протяжении 1923—1925 годов работал дипломатическим курьером, был на хозяйственной работе, директором Театра Революции в Москве. С 1925 года занимался профессиональным литературным трудом. Также был занят в аппарате ЦК ВКП(б) с начала 1928 года. С конца 1920-х годов сотрудничал в бюро Международного объединения революционных писателей (МОРП). Один из инициаторов создания Литературного объединения Красной Армии и Флота (ЛОКАФ).
С 1936 года под именем «генерала Лукача» сражался в охваченной гражданской войной Испании, командовал 12-й Интернациональной бригадой, одним из самых эффективных формирований в конфликте. Штаб бригады Залка стал центром притяжения журналистов, писателей, кинематографистов, его навещали Михаил Кольцов, Илья Эренбург, Роман Кармен, Эрнест Хемингуэй. Его советником стал Павел Батов. На шоссе близ Уэски, которое простреливалось артиллерией франкистов, был убит осколком снаряда. Находившийся с ним полковник П. И. Батов был ранен. Был похоронен на юге Испании, но позже его останки были перезахоронены в Венгрии — на военном кладбище в Будапеште.
Женой Мате Залка была Вера Ивановна Залка, затем — медик и литератор Раиса Моисеевна Азарх.

## Творчество
Творчество Мате Залки посвящено преимущественно военной тематике. Ещё во время службы в австро-венгерской армии написал антивоенную новеллу «Янош-солдат», за которую его командование хотело его разжаловать. Его первый опубликованный рассказ «Ходя», вышедший в свет в 1924 году, был посвящён Гражданской войне в России; эта же тема фигурирует в последующих сочинениях Мате Залки («Кавалерийский рейд» (1929 год); «Яблоки» (1934 год). Основным мотивом всего его творчества остаётся интернациональное братство. Бессмысленности и несправедливости империалистической Первой мировой войны посвящено самое известное произведение Залки — роман «Добердо» (1937 год), оконченный незадолго до гибели. Писал на венгерском и русском языках.

## Награды
- Орден Красного Знамени (20.02.1928[5])
- Орден Освобождения Испании (посмертно).

## Память
- В честь Мате Залки названы улицы в разных городах и странах. В России улица Мате Залки имеется в городах Красноярске, Хабаровске, Чебоксарах, Симферополе, на Украине — в Виноградове, улица Мате Залки в Киеве была переименована в улицу Александра Архипенко; в Казахстане имя Мате Залки носила улица в Алма-Ате, позже переименованная в улицу имени Отеген батыра.
- В Москве на доме № 10 по Новой Басманной улице, где Мате Залка проживал с 1921 по 1925 год, установлена мемориальная доска[6]. Мемориальная доска также установлена в Чебоксарах на здании, где Залка в 1933 году выступал на съезде ударников-дорожников Чувашской АССР.
- Памяти Мате Залки посвящено стихотворение Константина Симонова «Генерал» (1937). «Генерал Лукач» (Мате Залка) неоднократно упоминается в романе Эрнеста Хемингуэя «По ком звонит колокол» (1940), а также в повести Алексея Эйснера «Двенадцатая Интернациональная» (1990).
- Изображён на венгерской почтовой марке 1961 года.
- До 1991 года имя Мате Залки носила районная библиотека № 174 г. Москвы (ныне Библиотека № 183 имени Данте Алигьери).
- Участию Мате Залки в Гражданской войне в Испании посвящён советско-венгерский фильм «Псевдоним: Лукач» (1976 г.). Роль Мате Залки в этом фильме сыграл венгерский актёр Андраш Козак.
- Имя «Мате Залка» носил танкер Латвийского морского пароходства.
- Савва Голованивский написал киносценарий «Мате Залка — человек с чистой совестью» (1958 год)[7]. Однако фильм по этому сценарию так и не был снят.

## Оценки современников
...без характерной улыбки, говорящей об умной доброте и острой проницательности, нельзя себе представить его вообще, - эта улыбка полностью не гасла даже тогда, когда Залка сердился, что впрочем,случалось редко. Улыбка была как бы составной частью его устойчивого душевного состояния: человек с такой улыбкой не способен впадать в сплин или апатию.— Савва Голованивский //Мост к людям. — М.: 1985. С. 126

Он не любил пустословия и дешевых острот, не любил и легкомысленных розыгрышей, модных в то время. <...> Всегда уравновешенный, хотя и общительный, сдержанный, хоть и веселый <...> имел громадный боевой опыт бойца-интернационалиста и обостренное чувство политического предвидения. — Савва Голованивский //Мост к людям. — М.: 1985. С. 130

 Такова была постоянная последовательность его гражданских функций: сперва он жил и боролся,затем писал книгу. Но это была естественная последовательность, он никогда не уходил в жизнь, словно в творческую командировку; книга была лишь логическим завершением его человеческого призвания -- жить, чтобы бороться за свободу и счастье людей. — Савва Голованивский //Мост к людям. — М.: 1985. С. 130